# Capi di Stato della Slovacchia
I presidenti della Slovacchia sono i seguenti.

## Repubblica slovacca (1939-1945)
- Jozef Tiso (facente funzioni) (14 marzo 1939 - 26 ottobre 1939)
- Jozef Tiso (26 ottobre 1939 - 4 aprile 1945)

## Slovacchia (1993-)

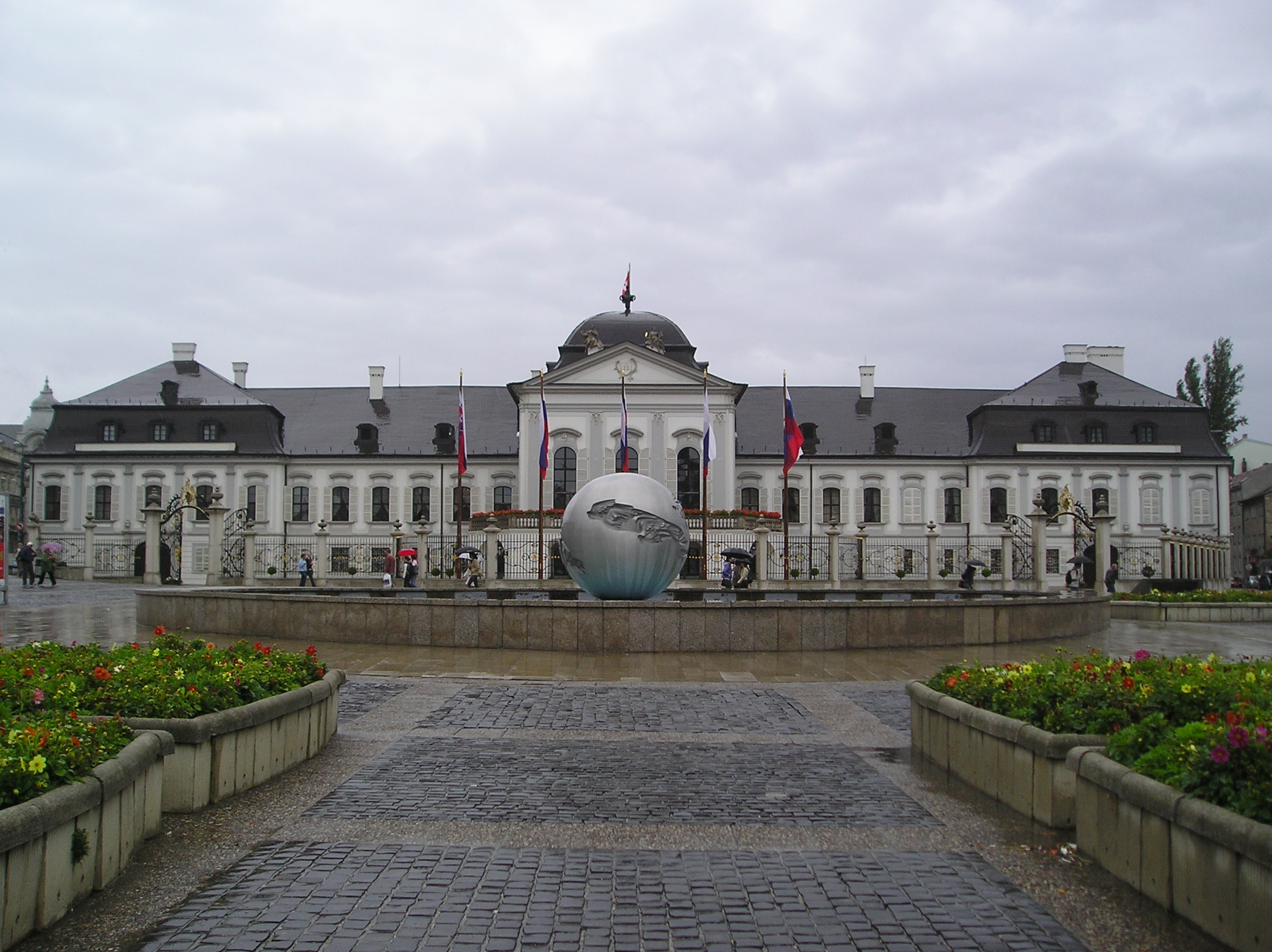
Palazzo Grassalkovichov, sede della Presidenza

I poteri del Presidente della Repubblica sono essenzialmente cerimoniali e di rappresentanza della nazione all'estero.
Quando nel 1993 la Cecoslovacchia si sciolse, il primo ministro della Slovacchia Vladimír Mečiar fu presidente ad interim prima della nomina di Michal Kováč. Allora il presidente era eletto dal parlamento per un mandato di cinque anni. Tuttavia, quando nel 1998 il parlamento era incapace di scegliere un presidente, il primo ministro e il presidente del Parlamento sono diventati entrambi presidenti sostituti ad interim. Quando dopo un anno il Parlamento non era ancora riuscito a trovare un accordo sul nuovo presidente, la costituzione fu cambiata in modo che il presidente fosse scelto a suffragio universale sempre per un termine di cinque anni.
Per diventare presidente, il candidato deve ottenere il 50% dei voti popolari, se questo non accade nel primo turno, si va al ballottaggio.
| # | Presidente | Presidente | Presidente       | Partito                     | Elezione   | Mandato         | Mandato        |
| # | Presidente | Presidente | Presidente       | Partito                     | Elezione   | Inizio          | Fine           |
| --- | ---------- | ---------- | ---------------- | --------------------------- | ---------- | --------------- | -------------- |
| 1 |            |            | Vladimír Mečiar  | Partito Popolare            | ad interim | 1º gennaio 1993 | 2 marzo 1993   |
| 2 |            |            | Michal Kováč     | Partito Popolare            | 1993       | 2 marzo 1993    | 2 marzo 1998   |
| Ad interim Dal 2 marzo 1998 Vladimír Mečiar (HZDS) e dal 14 luglio 1998 Ivan Gašparovič (HZDS), entrambi fino al 30 ottobre 1998. Dal 30 ottobre 1998 al 15 giugno 1999 Mikuláš Dzurinda (KDH) e Jozef Migaš (SDĽ). |            |            |                  |                             |            |                 |                |
| 3 |            |            | Rudolf Schuster  | Partito dell'Intesa Civica  | 1999       | 15 giugno 1999  | 15 giugno 2004 |
| 4 |            |            | Ivan Gašparovič  | Movimento per la Democrazia | 2004, 2009 | 15 giugno 2004  | 15 giugno 2014 |
| 5 |            |            | Andrej Kiska     | Indipendente                | 2014       | 15 giugno 2014  | 15 giugno 2019 |
| 6 |            |            | Zuzana Čaputová  | Slovacchia Progressista     | 2019       | 15 giugno 2019  | 15 giugno 2024 |
| 7 |            |            | Peter Pellegrini | Voce - Socialdemocrazia     | 2024       | 15 giugno 2024  | in carica      |